# 甘肃省戏剧家协会
甘肃省戏剧家协会（简称甘肃省剧协），是中华人民共和国甘肃省戏剧家组成的专业性人民团体，也是中国戏剧家协会在甘肃省的分会。

## 历史沿革
1950年1月，成立兰州影剧改进委员会。同年6月，并入甘肃省文联筹备委员会戏剧工作委员会，负责戏剧艺术创作、改编、演出等活动。
1954年12月，省文联成立后，设戏剧工作者协会。1962年1月，成立剧协筹备组。
1978年8月12日，中共甘肃省委批复同意成立中国戏剧家协会兰州分会。
1979年4月，正式成立中国戏剧家协会甘肃分会。1980年9月21日至23日，召开第一次会员代表大会。
1991年3月，正式更名为甘肃省戏剧家协会。

## 组织机构
专业委员会
- 戏剧影视文学创作专业委员会
- 舞台美术专业委员会
- 戏曲音乐学会
- 表演导演学会以及戏剧理论研究委员会
- 京剧艺术发展委员会

## 历届组成人员

### 第一届
- 任期：1980年9月－1990年12月
- 主席：程士荣
- 副主席：刘万仁、 陈光、王志杰、姚运焕、慕崇科、范雨、白敬中、李寿亭
- 秘书长：扈启贤

### 第二届
- 任期：1990年12月－2000年5月
- 名誉主席：慕崇科、范雨、白敬中
- 主席：金行健
- 副主席：李迟、王正强、董兆俭、赵毅、杨智、赵玉林、赵组国、李西莲、李春城、王仲高、周桦
- 秘书长：李迟、肖美鹿（1991年任）

### 第三届
- 任期：2000年5月－2010年9月
- 名誉主席：金行健
- 主席：王正强
- 副主席：肖美鹿（专职）、周桦、吴熙源、张明、康志勇、王亨、窦凤琴、雷通霞、王建平、雷志华、王登渤、杨长春（2002年增补）、杨成伟（2002年增补）、胡豫川（2002年增补）、严森林（2002年增补）
- 秘书长：何娟
- 顾问：李迟、董飞险、赵组国、李西莲、李春城

### 第四届[4]
- 任期：2010年9月－2015年11月
- 名誉主席：王正强、李迟
- 主席：张明
- 副主席：杨长春、胡豫川、窦凤琴、周桦、康志勇、雷通霞、杨成伟、王建平、杨波、朱衡、赵中东、魏宝民、马少敏、边肖、张兰秦、陈洧、董亚萍、刘秋菊（2011年增补）
- 顾问：王亨、吴熙源、肖美鹿、严森林、雷志华

### 第五届
- 任期：2015年11月－
- 名誉主席：王正强、曹锐
- 主席：朱衡
- 副主席：刘秋菊（驻会）、马少敏、马勇、王建平、边肖、杨波、张小琴、周桦、赵中东、雷通霞
- 秘书长：崔伟
- 顾问：杨长春、胡豫川、窦凤琴、杨成伟、魏宝民、张兰秦、陈洧、董亚萍